# May Sarton
Eleonor Mary Sarton of kortweg May Sarton (Wondelgem (Gent), 3 mei 1912 - York, Maine 16 juli 1995) was een Amerikaans dichter, romanschrijver en autobiograaf. Zij werd geboren in België, maar migreerde reeds in 1916 met haar ouders naar de Verenigde Staten.

## Levensloop
May Sarton was de dochter van George Sarton en de Engelse Mabel Elwes. Ze was drie toen het gezin Sarton verhuisde van Wondelgem naar Boston. 
In 1917 werd May ingeschreven aan de onconventionele school Shady Hill (Cambridge, Massachusetts); Haar liefde voor de poëzie kreeg ze van haar lerares Agnes Hocking. Van 1926 tot 1929 studeerde May aan the High and Latin school.  
In 1930 liep May stage bij The Civic Repertory Theatre van Eva Le Gallienne in New York. Drie jaar later stichtte zij haar eigen gezelschap The Apprentice Theatre, dat tot 1936 actief was.  
Van 1937 tot 1960 was ze aangesteld als docent creatief schrijven aan het Wellesley College en poet in residence of gastdocent aan diverse hogescholen en universiteiten in de Verenigde Staten. Ze werd lid van de Poetry Society of America en een fellow van de American Academy of Arts and Science. Aan Sarton werden ook eredoctoraatstitels toegekend door meer dan een dozijn hogescholen en universiteiten. 
De thema's die zij in haar teksten behandelt zijn liefde en vriendschap, ziekte en het verouderingsproces, de dieren en de natuur, maar ook schilderijen en portretten. May Sarton schreef vijftien dichtbundels, negentien romans en dertien boekdelen met memoires en dagboeken. 
Zij overleed op 16 juli 1995 in York (Maine) aan borstkanker.

## Publicaties

### Gedichtenbundels
- Encounter in April
- Inner Landscape
- The Lion and the Rose
- The Land of Silence
- In Time Like Air
- Cloud, Stone, Sun, Vine
- A Private Mythology
- As Does New Hampshire
- A Grain of Mustard Seed
- A Durable Fire
- Collected Poems, 1930-1973
- Selected Poems of May Sarton (edited by Serena Sue Hilsinger and Lois Brynes)
- Halfway to Silence
- Letters from Maine
- Coming Into Eighty (1994) Winner of the Levinson Prize

### Romans
- The Single Hound
- The Bridge of Years
- Shadow of a Man
- A Shower of Summer Days
- Faithful are the Wounds
- The Birth of a Grandfather
- The Fur Person
- The Small Room (1961)
- Joanna and Ulysses
- Mrs. Stevens Hears the Mermaids Singing
- Miss Pickthorn and Mr. Hare
- The Poet and the Donkey
- Kinds of Love
- As We Are Now
- Crucial Conversations
- A Reckoning
- Anger
- The Magnificent Spinster
- The Education of Harriet Hatfield

### Non-fictie
- I Knew a Phoenix: Sketches for an Autobiography
- Plant Dreaming deep
- Journal of a Solitude
- A World of Light
- The House by the Sea
- Recovering: A Journal
- At Seventy: A Journal
- Writings on Writings
- After the Stroke
- May Sarton - A Self-Portrait
- Encore: A Journal of the Eightieth Year

### Kinderboeken
- Punch's Secret
- A Walk Through the Woods